# 에우세비오 사크리스탄
에우세비오 사크리스탄 메나(Eusebio Sacristán Mena, 1964년 4월 13일 ~ )는 스페인의 전 축구 선수이자 현 축구 감독이다.

## 수상

### 선수

#### 클럽
바르셀로나
- 유러피언 컵 (1): 1991-92
- UEFA 컵위너스컵 (1): 1988–89
- 프리메라리가 (4): 1990-91, 1991-92, 1992–93, 1993–94
- 코파 델 레이 (1): 1989–90
- UEFA 슈퍼컵 (1): 1992
- 수페르코파 데 에스파냐 (3): 1991, 1992, 1994

바야돌리드
- 코파 데 라 리가 (1): 1983–84

#### 국가대표
스페인 U-21
- UEFA U-21 축구 선수권 대회 (1): 1986